# Китайское домино

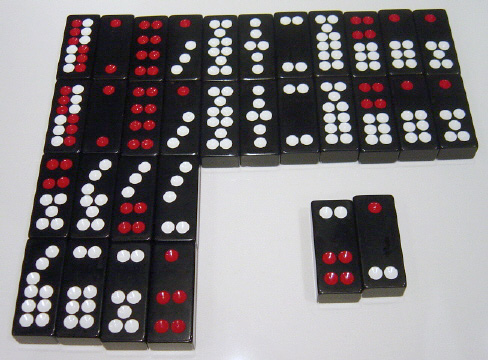
Китайский набор костяшек домино

Китайское домино — обобщающее название для нескольких настольных игр, распространённых в основном в Восточной Азии. Общим для них является использование китайского набора костяшек, состоящего из 32 костей. Иногда китайским домино ошибочно называют маджонг.

## Набор костяшек домино
Китайский набор костяшек для домино состоит из 32 костей. В отличие от набора из 28 костяшек, использующегося в западном варианте домино, половинки китайских костяшек содержат от 1 до 6 точек (то есть отсутствуют «пустышки»). В наборе всего 21 тип костяшек, соответственно 11 типов имеются в двух экземплярах (на фото — два верхних ряда).
Между половинками костей китайского домино нет чёткой разделительной линии, так как в большинстве игр с ними имеет значение не соответствие половинок, как в европейском варианте, а сумма точек на обеих половинках. На костяшках дубля троек две средние точки располагаются на месте отсутствующей разделительной линии.
Точки на костях домино окрашены в два цвета, аналогично окраске граней китайских игральных костей: 1 точка и 4 точки — красные, остальные — белые. Линии точек на дубле шестёрки окрашены в два цвета — один ряд из трёх красных точек, другой ряд из трёх белых.
Костяшки делятся на две «масти»: гражданские и военные. К гражданским относятся все дубли (1:1, 2:2, 3:3, 4:4, 5:5, 6:6), а также 1:3, 1:5, 1:6, 4:6 и 5:6, остальные костяшки — военные.
Костяшки имеют традиционные имена, в частности, гражданские: 1:1 — dei (地, земля), 2:2 — ban (板, скамья), 3:3 — cheung (長, длинный), 4:4 — yan (人, человек), 5:5 — mui (梅, цветок сливы), 6:6 — tin (天, небо), 1:3 — ngo (鵝, гусь или 和, гармония), 1:5 — luk (六) (большеголовая шестёрка), 1:6 — tsat (七) (длинноногая семёрка), 4:6 — ping (屏, перегородка), 5:6 — fu (斧, топорик). Имена военных костяшек соответствуют сумме точек: 3:6 и 4:5 — девятки, 2:6 и 3:5 — восьмёрки и т. д.